# Cyrtinus subopacus
Cyrtinus subopacus es una especie de escarabajo longicornio del género Cyrtinus, tribu Cyrtinini, orden Coleoptera. Fue descrita científicamente por Fisher en 1935.

## Descripción
Mide 2,5-2,75 milímetros de longitud.

## Distribución
Se distribuye por Puerto Rico.